# Boczkó Dániel (püspök)
Boczkó Dániel (Deménfalu, 1751. december 30. – Szarvas, 1806. április 12.) evangélikus lelkész, püspök.

## Élete
Először szabóságot tanult, de iskoláit Késmárkon, Pozsonyban folytatta, majd tanulmányait Jénában fejezte be. 1782-től Lhotán, Morvaországban volt lelkész; innét Tarnócra Liptó megyébe ment, 1786-ban pedig Szarvasra, Békés megyébe helyeztetett át, Tessedik Sámuel lelkésztársa volt. 1803-ban vonult nyugalomba. Ekkor Hamaliar Márton követte a püspöki hivatalban.
Fiai, közül ifjabb Boczkó Dániel az 1848–49-es forradalom és szabadságharc kormánybiztosa is volt, míg Sámuel ügyvéd lett.

## Munkái
- Ručny kancional. Jindr. Hradecz, 1783. (Kézi cancionale 600 énekkel.)
- Pisnicky ku každodennjm nešpornjm poctám crjkwe ev. sarvašské. Selmecz, 1789. (Énekecskék mindennapi használatra.)
- Nauka k blahoslawěnstwj podle učenj Krystowa. Pozsony. 1789. (Dieterici: Anleitung zur Glückseligkeit nach der Lehre Jesu fordítása.)
- Nowý Slabikár. Vácz, 1801. (Uj abéczéskönyv, mely számos kiadást ért és még az 1860-as évek elején is közhasználatban volt.)
- Swadebny winše negwjce pro obcy evang. dolňozemské. Pest, 1804. (Ünnepi oktatások.)

Kéziratban gyászénekeket és más egyebet hagyott hátra.